# 孙天义
孙天义（1931年6月—），男，汉族，河南永城人，生于北京，中国教育家、翻译家，西安外国语学院原院长，陕西省政协原副主席，中国翻译协会名誉理事。

## 家庭
父亲是东陵大盗孙殿英，因盜清朝乾隆皇帝與慈禧太后陵墓造成了嚴重的文物损毁。